# Denis Godefroy
Denis Godefroy (Dionysius Gothofredus) Párizs, 1549. október 17. – Strasbourg, 1622. szeptember 7.) francia humanista jogtudós, Guignecourt hűbérura, az ő gondozásában látott először napvilágot nyomtatásban ezen a címen a Corpus Iuris Civilis és a Hexabiblosz. Apja Leon Godefroy francia nemes volt, fia pedig Jacques Godefroy szintén jogtudós, a Codex Theodosianus kiadója.

## Élete
1549. október 17-én született Párizsban, ősi nemesi családban. Szüleit igen korán elvesztette, ezután nagybátyja nevelte őt. Tanulmányait szülővárosában kezdte meg, a jog elsajátítását is itt kezdve el. Ám Párizson kívül látogatta még a heidelbergi, kölni és leuveni egyetemeket is. Külföldi tanulmányai alatt kapcsolatba került a kálvinizmussal, és addigi római katolikus vallását elhagyva áttért. 1573-ban értek véget jogi tanulmányai Párizsban, ahol a licenciatus iuris fokozatot szerezte meg, majd még ebben az évben megházasodott és parlamenti ügyvéd lett.
A növekvő vallási ellentétek miatt azonban nemsokára elhagyni kényszerült Párizst, és református hite miatt jogászi karrierje nagy veszélybe került. Kivándorlása utáni éveiről nem sokat tudni, ám 1576-ban visszatért hazájába, Orléans városába, ahol jogászdoktori címet szerzett 1579. december 28-án. Ekkor azonban másodszor is az emigráció mellett döntött, és Genfbe költözött. Itt engedélyt kapott jogi kurzusok folytatására, aminek következtében közelebbi viszonyba került a jogi művek tanulmányozásával. 1580-ban a város polgárává vált, 1585-ben a helyi egyetem professzorává nevezték ki, majd 1587-ben a genfi nagytanács tagja lett.
A szintén protestáns vallású IV. Henrik francia király 1589-es trónra lépése után Gex előjárójává és a francia parlament rendkívüli tanácsosává nevezte ki. Azonban hivatalát csupán öt napig viselte, és ezután a savoyai katonák bevonulása miatt a Német-római Birodalom területére volt kénytelen menekülni, ahol a protestáns fejedelmek vették védelmük alá. 1591-ben elfogadta a strasbourgi egyetem meghívását a Pandekta-tanszék oktatói tisztjére. Ellenben több más egyetem, valamint a francia király ajánlatát is elutasította.
1600 áprilisában aztán a heidelbergi egyetem oktatója lett IV. Frigyes pfalzi választófejedelem meghívására, ám a kollégáival való viszályok miatt egy év múlva visszatért Strasbourgba. 1604-ben ismét Heidelbergbe költözött és az ottani egyetemen oktatott, amelynek rektori pozícióját 1607-től ő töltötte be, majd később fejedelmi tanácsosi címet is kapott. 1621-ben, a pár éve kitört harmincéves háború miatt ismét Strasbourgba volt kénytelen menni, ahol élete hátralévő részét barátainál töltötte. Itt érte a halál 1622. szeptember 7-én.